# Neomochtherus stackelbergi
Neomochtherus stackelbergi är en tvåvingeart som beskrevs av Pavel Lehr 1958. Neomochtherus stackelbergi ingår i släktet Neomochtherus och familjen rovflugor. Inga underarter finns listade i Catalogue of Life.